# 弟子屈町

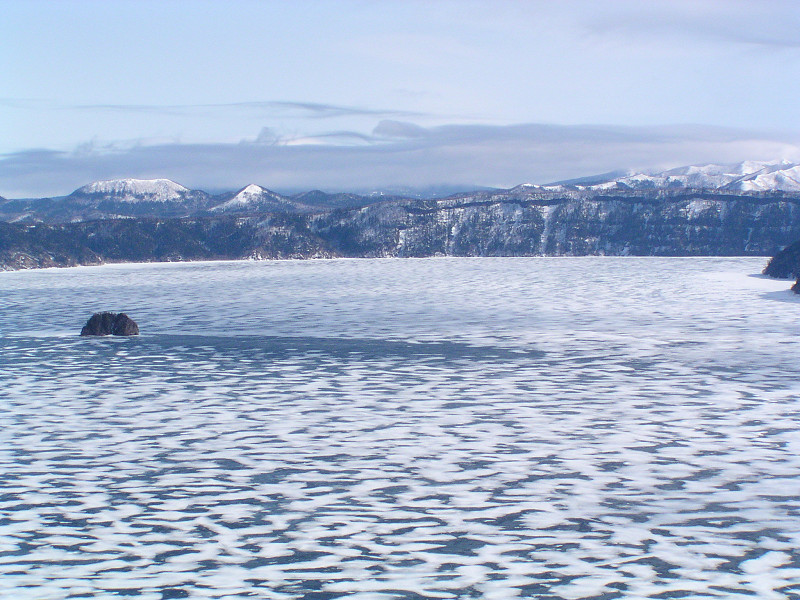
春前の氷が融け始めた摩周湖
2008年（平成20年）3月16日撮影

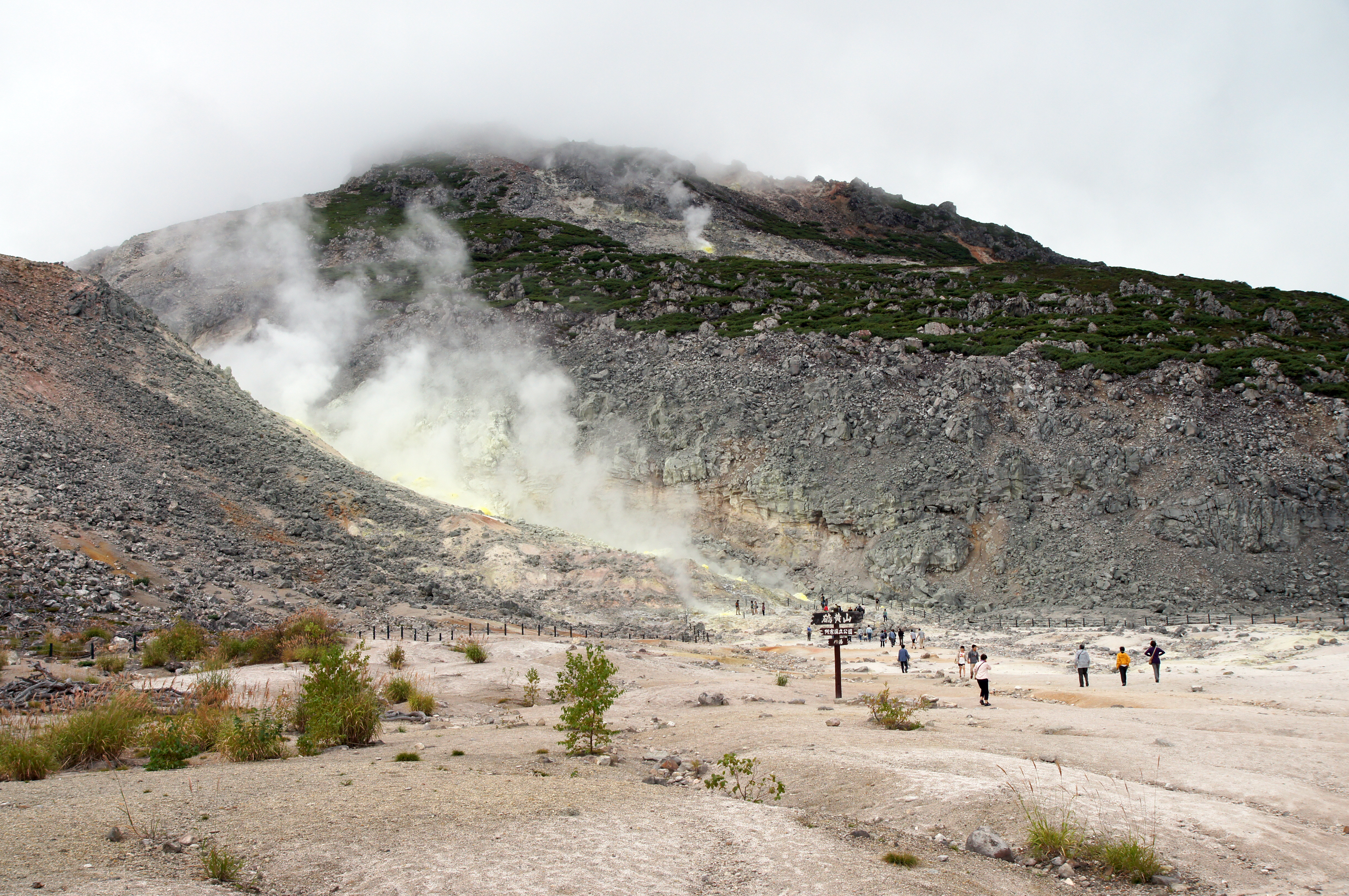
硫黄山

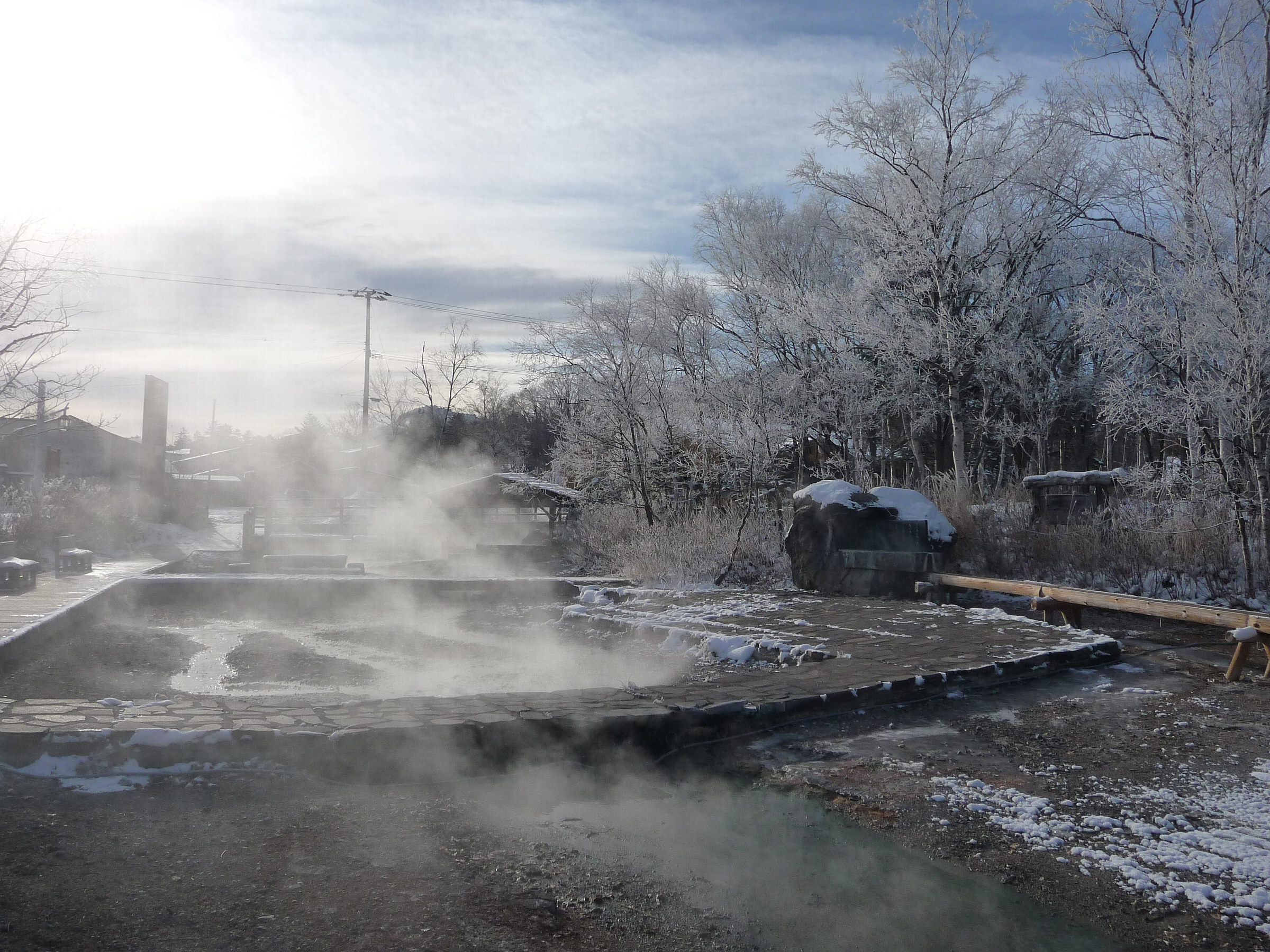
冬の川湯温泉

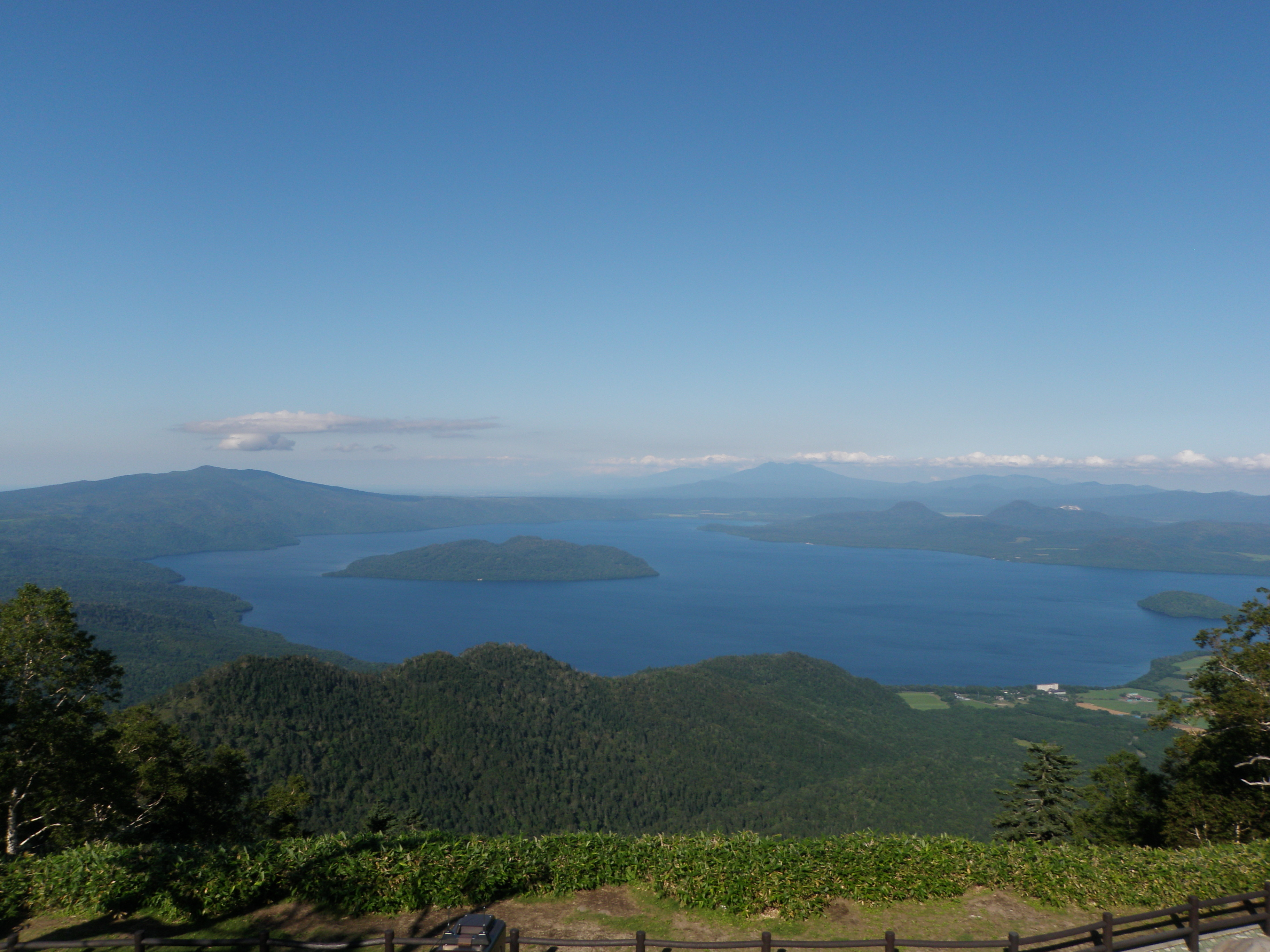
津別峠から見た屈斜路湖

弟子屈町（てしかがちょう）は、北海道釧路総合振興局管内の川上郡にある町。釧路・根室連携地域の北部に位置する。

## 地理
屈斜路カルデラとその東側の摩周カルデラの麓に位置しており、その東は根室高原となっている。一方、南は標茶町に接しており釧路湿原につながる場所にある。町内の約70%は山林が占めている。
- 山: 藻琴山（1,000m）、サマッカリヌプリ（974m）、コトニヌプリ（952m）、特宍丑（897m）、サマッケヌプリ（860m）、摩周岳（857m）、萬系内（797m）、辺計礼山（732m）、イクルシベ山（727m）、岩田主山（607m）、志計礼辺山（581m）、マクワンチサップ（574m）、美羅尾山（554m）、サワンチサップ（520m）、硫黄山（アトサヌプリ 512m）、オプタテシケヌプリ（504m）、奥春別山（476m）、仁多山（421m）、美留和山（401m）、リシリ（396m）、ニタトルシュケ山（381m）、トサモシベ（370m）、ニフシオヤコツ（196m）
- 河川: 釧路川
- 湖沼: 摩周湖、屈斜路湖

### 隣接している自治体
- 釧路総合振興局
  - 釧路市
  - 川上郡：標茶町
- オホーツク総合振興局
  - 斜里郡：小清水町、清里町
  - 網走郡：美幌町、津別町
- 根室振興局
  - 標津郡：中標津町

## 気候
気候は冷涼で年間平均気温は5℃である。初雪は11月上旬で、降雪量50-100cm程度であるが、12月から3月にかけての平均気温は氷点下となり寒さは厳しい。川湯では2010年2月4日に-30.1℃、2019年2月9日に-30.9℃等の-30℃を下回る気温を観測している。
| 弟子屈（1991年 - 2020年）の気候    | 弟子屈（1991年 - 2020年）の気候 | 弟子屈（1991年 - 2020年）の気候 | 弟子屈（1991年 - 2020年）の気候 | 弟子屈（1991年 - 2020年）の気候 | 弟子屈（1991年 - 2020年）の気候 | 弟子屈（1991年 - 2020年）の気候 | 弟子屈（1991年 - 2020年）の気候 | 弟子屈（1991年 - 2020年）の気候 | 弟子屈（1991年 - 2020年）の気候 | 弟子屈（1991年 - 2020年）の気候 | 弟子屈（1991年 - 2020年）の気候 | 弟子屈（1991年 - 2020年）の気候 | 弟子屈（1991年 - 2020年）の気候 |
| 月                                 | 1月                             | 2月                             | 3月                             | 4月                             | 5月                             | 6月                             | 7月                             | 8月                             | 9月                             | 10月                            | 11月                            | 12月                            | 年                              |
| ---------------------------------- | ------------------------------- | ------------------------------- | ------------------------------- | ------------------------------- | ------------------------------- | ------------------------------- | ------------------------------- | ------------------------------- | ------------------------------- | ------------------------------- | ------------------------------- | ------------------------------- | ------------------------------- |
| 最高気温記録 °C （°F）             | 6.2 (43.2)                      | 11.9 (53.4)                     | 16.4 (61.5)                     | 27.5 (81.5)                     | 35.7 (96.3)                     | 33.7 (92.7)                     | 35.3 (95.5)                     | 34.4 (93.9)                     | 31.3 (88.3)                     | 25.4 (77.7)                     | 19.1 (66.4)                     | 12.9 (55.2)                     | 35.7 (96.3)                     |
| 平均最高気温 °C （°F）             | −3.1 (26.4)                     | −2.7 (27.1)                     | 1.4 (34.5)                      | 8.2 (46.8)                      | 14.6 (58.3)                     | 17.8 (64)                       | 21.2 (70.2)                     | 22.4 (72.3)                     | 19.6 (67.3)                     | 14.1 (57.4)                     | 6.9 (44.4)                      | −0.2 (31.6)                     | 10.0 (50)                       |
| 日平均気温 °C （°F）               | −7.2 (19)                       | −7.1 (19.2)                     | −2.9 (26.8)                     | 2.8 (37)                        | 8.5 (47.3)                      | 12.5 (54.5)                     | 16.4 (61.5)                     | 17.9 (64.2)                     | 14.9 (58.8)                     | 8.9 (48)                        | 2.1 (35.8)                      | −4.5 (23.9)                     | 5.2 (41.4)                      |
| 平均最低気温 °C （°F）             | −12.6 (9.3)                     | −12.7 (9.1)                     | −8.0 (17.6)                     | −2.2 (28)                       | 3.1 (37.6)                      | 8.1 (46.6)                      | 12.7 (54.9)                     | 14.3 (57.7)                     | 10.6 (51.1)                     | 3.4 (38.1)                      | −3.2 (26.2)                     | −9.9 (14.2)                     | 0.3 (32.5)                      |
| 最低気温記録 °C （°F）             | −23.1 (−9.6)                    | −26.7 (−16.1)                   | −21.1 (−6)                      | −14.7 (5.5)                     | −5.3 (22.5)                     | −0.9 (30.4)                     | 2.0 (35.6)                      | 5.6 (42.1)                      | −1.0 (30.2)                     | −8.0 (17.6)                     | −16.3 (2.7)                     | −21.4 (−6.5)                    | −26.7 (−16.1)                   |
| 降水量 mm （inch）                 | 50.6 (1.992)                    | 43.4 (1.709)                    | 64.5 (2.539)                    | 82.3 (3.24)                     | 99.9 (3.933)                    | 80.2 (3.157)                    | 106.2 (4.181)                   | 154.3 (6.075)                   | 154.1 (6.067)                   | 119.2 (4.693)                   | 71.6 (2.819)                    | 66.0 (2.598)                    | 1,092.3 (43.004)                |
| 平均降水日数 （≥1.0 mm）           | 9.4                             | 7.7                             | 9.6                             | 10.6                            | 10.4                            | 9.4                             | 11.1                            | 11.9                            | 12.1                            | 10.1                            | 9.3                             | 9.6                             | 121.3                           |
| 平均月間日照時間                   | 134.2                           | 139.7                           | 163.6                           | 157.7                           | 162.7                           | 133.2                           | 108.4                           | 115.6                           | 131.3                           | 150.7                           | 134.4                           | 132.9                           | 1,664.4                         |
| 出典1：Japan Meteorological Agency |                                 |                                 |                                 |                                 |                                 |                                 |                                 |                                 |                                 |                                 |                                 |                                 |                                 |
| 出典2：気象庁                      |                                 |                                 |                                 |                                 |                                 |                                 |                                 |                                 |                                 |                                 |                                 |                                 |                                 |

| 川湯（1991年 - 2020年）の気候      | 川湯（1991年 - 2020年）の気候 | 川湯（1991年 - 2020年）の気候 | 川湯（1991年 - 2020年）の気候 | 川湯（1991年 - 2020年）の気候 | 川湯（1991年 - 2020年）の気候 | 川湯（1991年 - 2020年）の気候 | 川湯（1991年 - 2020年）の気候 | 川湯（1991年 - 2020年）の気候 | 川湯（1991年 - 2020年）の気候 | 川湯（1991年 - 2020年）の気候 | 川湯（1991年 - 2020年）の気候 | 川湯（1991年 - 2020年）の気候 | 川湯（1991年 - 2020年）の気候 |
| 月                                 | 1月                           | 2月                           | 3月                           | 4月                           | 5月                           | 6月                           | 7月                           | 8月                           | 9月                           | 10月                          | 11月                          | 12月                          | 年                            |
| ---------------------------------- | ----------------------------- | ----------------------------- | ----------------------------- | ----------------------------- | ----------------------------- | ----------------------------- | ----------------------------- | ----------------------------- | ----------------------------- | ----------------------------- | ----------------------------- | ----------------------------- | ----------------------------- |
| 最高気温記録 °C （°F）             | 7.4 (45.3)                    | 13.0 (55.4)                   | 15.9 (60.6)                   | 30.9 (87.6)                   | 36.0 (96.8)                   | 34.4 (93.9)                   | 36.6 (97.9)                   | 35.1 (95.2)                   | 31.7 (89.1)                   | 26.9 (80.4)                   | 19.3 (66.7)                   | 13.7 (56.7)                   | 36.6 (97.9)                   |
| 平均最高気温 °C （°F）             | −2.9 (26.8)                   | −2.3 (27.9)                   | 2.2 (36)                      | 8.8 (47.8)                    | 15.5 (59.9)                   | 18.8 (65.8)                   | 21.9 (71.4)                   | 23.1 (73.6)                   | 20.0 (68)                     | 14.4 (57.9)                   | 7.1 (44.8)                    | 0.0 (32)                      | 10.6 (51.1)                   |
| 日平均気温 °C （°F）               | −8.9 (16)                     | −8.8 (16.2)                   | −3.5 (25.7)                   | 2.8 (37)                      | 8.7 (47.7)                    | 13.0 (55.4)                   | 16.8 (62.2)                   | 18.2 (64.8)                   | 14.6 (58.3)                   | 8.2 (46.8)                    | 1.4 (34.5)                    | −6.0 (21.2)                   | 4.7 (40.5)                    |
| 平均最低気温 °C （°F）             | −16.8 (1.8)                   | −17.2 (1)                     | −10.6 (12.9)                  | −3.1 (26.4)                   | 2.5 (36.5)                    | 8.1 (46.6)                    | 12.8 (55)                     | 14.1 (57.4)                   | 9.5 (49.1)                    | 1.8 (35.2)                    | −4.6 (23.7)                   | −13.1 (8.4)                   | −1.3 (29.7)                   |
| 最低気温記録 °C （°F）             | −33.4 (−28.1)                 | −34.0 (−29.2)                 | −30.3 (−22.5)                 | −20.5 (−4.9)                  | −7.6 (18.3)                   | −3.7 (25.3)                   | 1.9 (35.4)                    | 3.5 (38.3)                    | −1.8 (28.8)                   | −9.8 (14.4)                   | −18.5 (−1.3)                  | −27.1 (−16.8)                 | −34.0 (−29.2)                 |
| 降水量 mm （inch）                 | 53.2 (2.094)                  | 33.8 (1.331)                  | 53.2 (2.094)                  | 71.3 (2.807)                  | 81.5 (3.209)                  | 70.3 (2.768)                  | 92.7 (3.65)                   | 132.6 (5.22)                  | 137.0 (5.394)                 | 105.2 (4.142)                 | 63.1 (2.484)                  | 68.5 (2.697)                  | 962.2 (37.882)                |
| 降雪量 cm （inch）                 | 128 (50.4)                    | 102 (40.2)                    | 96 (37.8)                     | 51 (20.1)                     | 3 (1.2)                       | 0 (0)                         | 0 (0)                         | 0 (0)                         | 0 (0)                         | 1 (0.4)                       | 19 (7.5)                      | 101 (39.8)                    | 505 (198.8)                   |
| 平均降水日数 （≥1.0 mm）           | 10.9                          | 8.2                           | 9.9                           | 11.1                          | 11.4                          | 9.4                           | 10.7                          | 11.4                          | 12.3                          | 10.3                          | 9.9                           | 9.7                           | 125.2                         |
| 平均月間日照時間                   | 109.3                         | 121.4                         | 143.8                         | 149.3                         | 157.3                         | 129.9                         | 111.7                         | 114.0                         | 122.0                         | 131.6                         | 115.6                         | 108.3                         | 1,514.2                       |
| 出典1：Japan Meteorological Agency |                               |                               |                               |                               |                               |                               |                               |                               |                               |                               |                               |                               |                               |
| 出典2：気象庁                      |                               |                               |                               |                               |                               |                               |                               |                               |                               |                               |                               |                               |                               |

## 町名の由来
アイヌ語の「テㇱカカ（tes-ka-ka）」に由来するとされる。この名称の解釈は諸説あるがアイヌ語研究者の山田秀三は多くの道内の地名における「テㇱ（tes）」（編み連ねたもの〔＝やな〕）が岩盤が川を簗のように横切る様を指していることを指摘したうえで、当地で釧路川を横切る岩盤のことを指したのではないかとしている。なお、後ろに「カ（ka）」（～の上）が2つ連なっていることについては「岩盤のところのその岸」という意味合いで2つつけたのではないか、としている。このため、この解釈に沿った場合「岩盤が川を横切っているところの岸」というような意味合いとなる。

## 歴史
屈斜路古丹遺跡をはじめ、町内各所に縄文時代の遺跡が残されており、古くより人が暮らしていたことが分かっており、その子孫が現在のアイヌ民族と考えられる。
江戸時代には、テㇱカカ（弟子屈＝現在の弟子屈市街）やクッチャロ（屈斜路）などにアイヌが集落を形成して暮らしていたことが松浦武四郎などの記録に残されている。
佐野孫右衛門が政府の許可を受け、1876年（明治9年）から硫黄山の試掘を始める。翌年には採掘を開始したが収益が上がらず、硫黄山は函館の銀行家山田慎によって買収される。
その後所有権は安田財閥の安田善次郎に譲渡され、
1887年（明治20年）から硫黄の採掘を開始。1888年（明治21年）には輸送のために北海道で二番目となる釧路鉄道が硫黄山-標茶間に敷設されたが、乱掘により資源が枯渇し、9年後の1896年（明治29年）には操業を停止した。
1880年（明治13年）には更科治郎が入植し、農業を開始した。
1890年（明治23年）に弟子屈御料地が宮内省御料局札幌支庁川上出張所の所管で発足したが、明治30年代までは空白状態だったとされる。その後、1897年（明治30年）の御料農地編入時に、弟子屈には林業の機関の派出所が併置された。その後、1898年（明治31年）に農業指導者小田切栄三郎が着任。農業と畜産をおこない、多くの移民を受け入れた。
1954年（昭和29年）8月14日、昭和天皇が行幸。弟子屈小学校校庭に弟子屈町奉迎場を設けて迎えた。
営林署は弟子屈の発展の象徴となっていたが、2004年（平成16年）に根釧西部森林管理署の弟子屈事務所（旧弟子屈営林署）は廃止され、2023年（令和5年）8月に弟子屈町中心市街地再構築事業により旧営林署の建物も解体された。
- 1903年（明治36年） - 熊牛村（現在の標茶町）から分村し、弟子屈外一村戸長役場を設置する。
- 1923年（大正12年） - 二級町村制を施行し、弟子屈村となる。
- 1943年（昭和18年） - 一級町村制施行、弟子屈村
- 1947年（昭和22年） - 町制施行、弟子屈町
- 1954年（昭和29年） - 昭和天皇、香淳皇后が町内に行幸啓。8月14日から8月16日まで3日間滞在。阿寒湖荘が行在所（宿泊所）となった[9]。
- 1956年（昭和31年） - 標茶町へ一部分割。
- 1957年（昭和32年） - 標茶町の一部編入。

## 経済

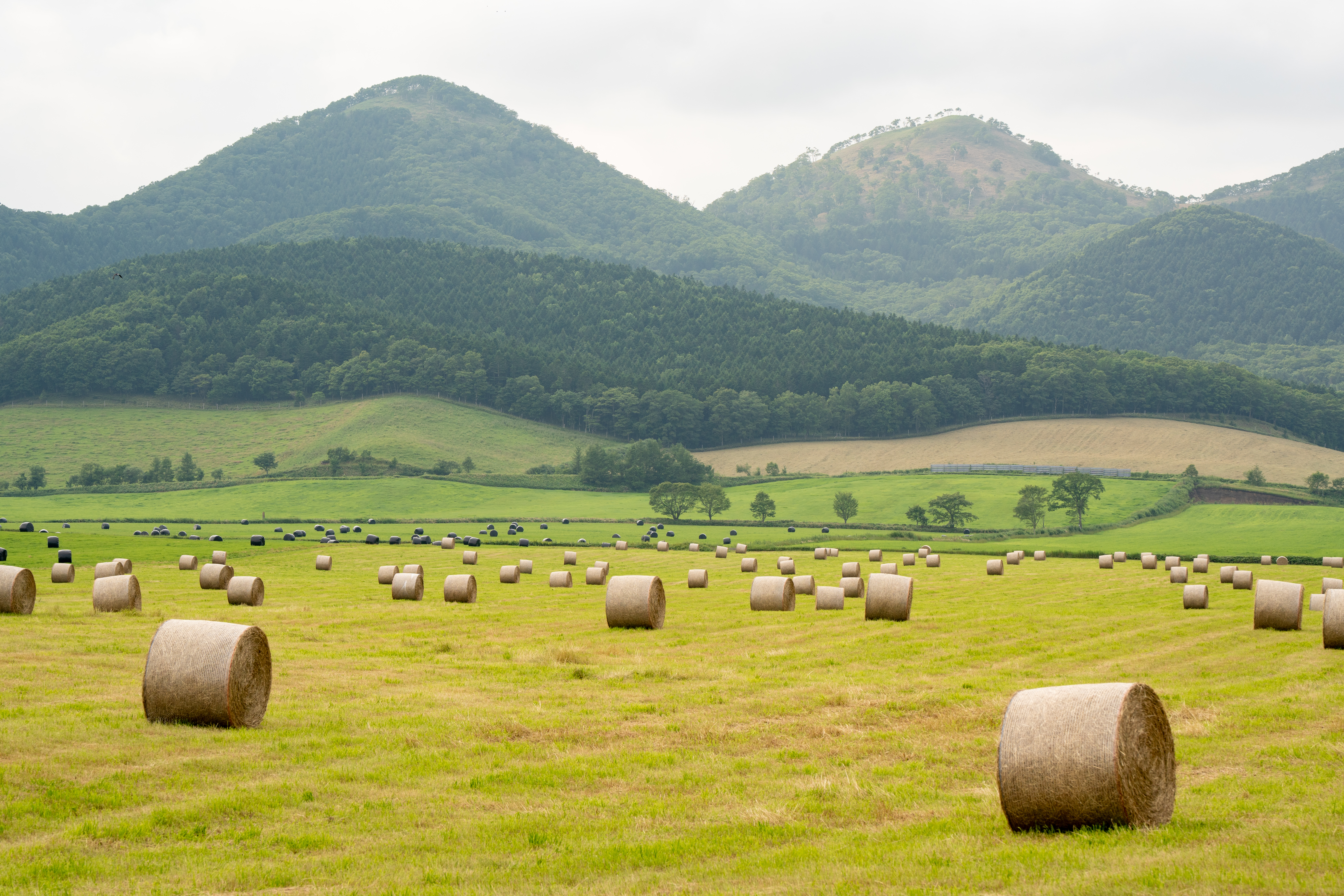
畑にロールベールが点在する風景（2022年7月、弟子屈町奥春別原野）

### 産業
主要産業は観光と酪農。
摩周湖、屈斜路湖、摩周温泉、川湯温泉が主要観光地で全国から多くの観光客が訪れる。
本州からの移住者も多い。

### 金融機関
- 釧路信用金庫弟子屈支店
- 北洋銀行弟子屈支店

### 農協
- 摩周湖農業協同組合（JA摩周湖）
- 北海道農業共済組合（NOSAI北海道）弟子屈家畜診療所

### 郵便局
- 弟子屈郵便局（集配局）
- 川湯郵便局（集配局）
- 美留和郵便局（集配局）
- 屈斜路郵便局
- 川湯駅前簡易郵便局

### 宅配便
- ヤマト運輸：道東主管支店摩周センター
- 佐川急便：釧路営業所（釧路市）

## 公共機関

### 警察
- 弟子屈警察署
  - 川湯駐在所

### 消防
- 釧路北部消防事務組合消防本部
  - 弟子屈消防署
  - 川湯支署

### 病院
- JA北海道厚生連 摩周厚生病院

## 姉妹都市・提携都市

### 国内
- 鹿児島県日置市
1983年（昭和58年）11月 - 東市来町（当時）と弟子屈町の間で友好都市盟約締結
2005年（平成17年）10月28日 - 市町村合併により東市来町は日置市の一部となり、合併後の日置市と弟子屈町の間で友好都市盟約再締結

### 海外
- 商丘市（中華人民共和国・河南省）
- 泗水県（中華人民共和国・山東省）
- 浜州市浜城区（中華人民共和国・山東省）

## 地域

### 人口
| |                                          |  |
| 弟子屈町と全国の年齢別人口分布（2005年） | 弟子屈町の年齢・男女別人口分布（2005年） |  |
| ■紫色 ― 弟子屈町 ■緑色 ― 日本全国 | ■青色 ― 男性 ■赤色 ― 女性                |  |
| 弟子屈町（に相当する地域）の人口の推移 \| 1970年（昭和45年） \| 12,237人 \| \| \| 1975年（昭和50年） \| 11,974人 \| \| \| 1980年（昭和55年） \| 12,206人 \| \| \| 1985年（昭和60年） \| 11,796人 \| \| \| 1990年（平成2年） \| 10,630人 \| \| \| 1995年（平成7年） \| 9,954人 \| \| \| 2000年（平成12年） \| 9,493人 \| \| \| 2005年（平成17年） \| 9,023人 \| \| \| 2010年（平成22年） \| 8,248人 \| \| \| 2015年（平成27年） \| 7,758人 \| \| \| 2020年（令和2年） \| 6,955人 \| \| |                                          |  |
| 総務省統計局 国勢調査より |                                          |  |
| 1970年（昭和45年） | 12,237人                                 |  |
| 1975年（昭和50年） | 11,974人                                 |  |
| 1980年（昭和55年） | 12,206人                                 |  |
| 1985年（昭和60年） | 11,796人                                 |  |
| 1990年（平成2年） | 10,630人                                 |  |
| 1995年（平成7年） | 9,954人                                  |  |
| 2000年（平成12年） | 9,493人                                  |  |
| 2005年（平成17年） | 9,023人                                  |  |
| 2010年（平成22年） | 8,248人                                  |  |
| 2015年（平成27年） | 7,758人                                  |  |
| 2020年（令和2年） | 6,955人                                  |  |

2010年（平成22年）10月1日現在
- 総数 8,278人（男3,919人、女4,359人）
- 世帯数 3,632世帯

### 消滅集落
2015年国勢調査によれば、以下の集落は調査時点で人口0人の消滅集落となっている。
- 弟子屈町 - 屈斜路湖（国有地）、摩周湖（国有地）、字鐺別、字跡佐登

### 教育
高等学校
- 弟子屈高等学校

中学校
- 弟子屈町立川湯中学校
- 弟子屈町立弟子屈中学校

小学校
- 弟子屈町立川湯小学校
- 弟子屈町立弟子屈小学校
- 弟子屈町立美留和小学校
- 弟子屈町立和琴小学校

大学施設
- 北見工業大学屈斜路研修所
- 玉川大学農学部寒冷地環境生物生産研究施設

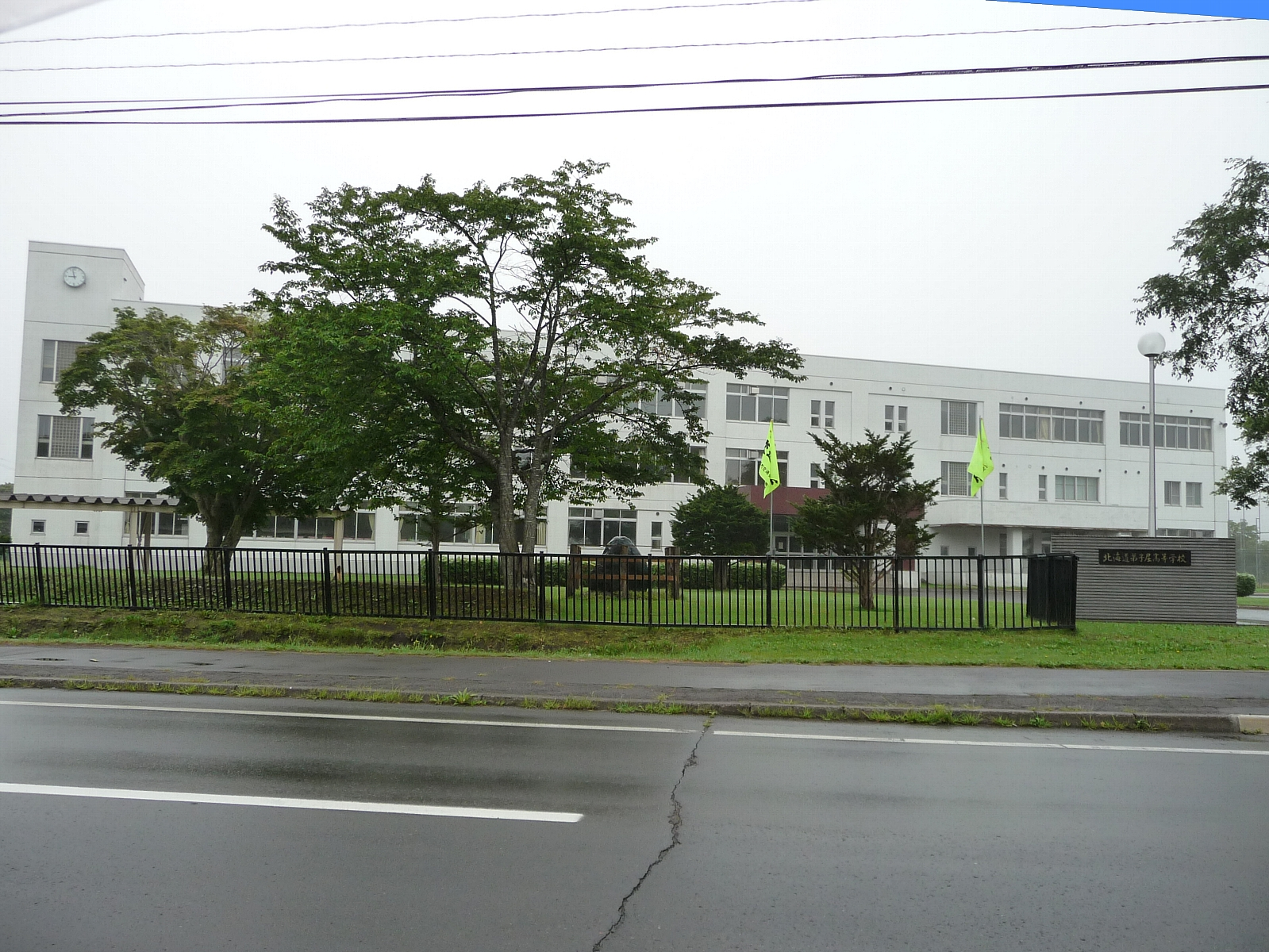
弟子屈高等学校

- 北海道大学理学部付設弟子屈地皮地殻変動観測所

閉校した学校
- 弟子屈町立最栄利別小学校 - 1970年（昭和45年）3月31日で閉校
- 弟子屈町立札友内小学校 - 1972年（昭和47年）3月31日で閉校
- 弟子屈町立川湯駅前小学校 - 1991年（平成3年）3月31日で閉校し、川湯小学校へ統合
- 弟子屈町立仁多小学校 - 1994年（平成6年）3月31日で閉校し、弟子屈小学校へ統合
- 弟子屈町立昭栄小学校 - 2015年（平成27年）3月31日に閉校
- 弟子屈町立和琴中学校 - 1986年（昭和61年）3月31日で閉校
- 弟子屈町立奥春別小学校 - 2021年（令和3年）3月31日で閉校

## 交通

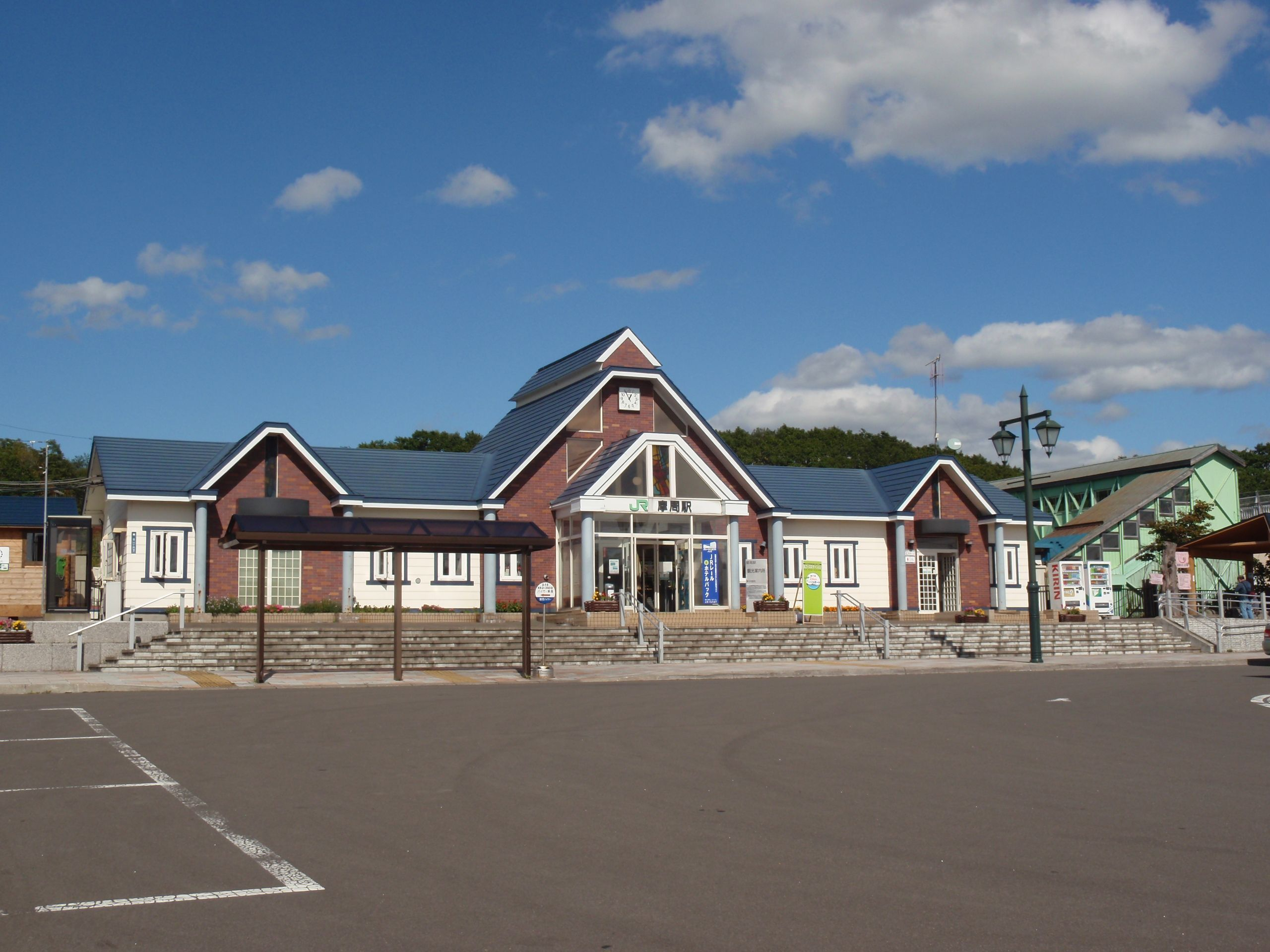
摩周駅

### 空港
かつては町内に遊覧飛行専用の弟子屈飛行場があったが、利用者数低迷のため2009年（平成21年）9月24日で廃止された。
町内からは以下の空港が近い。ただし町内と空港を結ぶ公共交通機関はない。
- 女満別空港 （大空町）
- 中標津空港 （中標津町）
- 釧路空港 （釧路市）

### 鉄道
- 北海道旅客鉄道（JR北海道）
  - 釧網本線 : 川湯温泉駅 - 美留和駅 - 摩周駅
    - 摩周駅と磯分内駅（標茶町）の間に存在した南弟子屈駅は2020年（令和2年）3月14日に廃止された。

### バス
- 阿寒バス - 弟子屈市街地内にある摩周営業所が担当する。川湯温泉街に川湯営業所があったが、平成26年3月31日で閉鎖された。
  - 摩周営業所 - 摩周駅前 - 弟子屈高校前 - 美留和 - 大鵬相撲記念館前
  - 摩周駅前 - 道の駅摩周温泉 - 摩周ユース - 摩周湖第1展望台
  - 摩周営業所 - 札友内 - 屈斜路プリンスホテル - 和琴半島
  - 川湯温泉駅 - 大鵬相撲記念館前
  - 桜町団地 - 弟子屈高校前 - 道の駅摩周温泉 - 摩周営業所 - 摩周駅前 - 泉ヶ丘公園前

### 道路
- 高速道路 - 町内にはいかなる形態の高速道路も通っていない。最寄りのインターチェンジは道東自動車道阿寒IC。
- 一般国道
  - 国道241号
  - 国道243号
  - 国道391号
- 都道府県道
  - 北海道道52号屈斜路摩周湖畔線
  - 北海道道53号釧路鶴居弟子屈線
  - 北海道道102号網走川湯線
  - 北海道道150号摩周湖中標津線
  - 北海道道422号川湯停車場線
  - 北海道道588号屈斜路津別線
  - 北海道道717号札友内弟子屈停車場線
- 道の駅
  - 摩周温泉

## 市外局番
- 2005年（平成17年）6月から、市外局番が3桁「015」になった（北海道では札幌「011」以外では初）。

## 名所・旧跡・観光スポット・祭事・催事

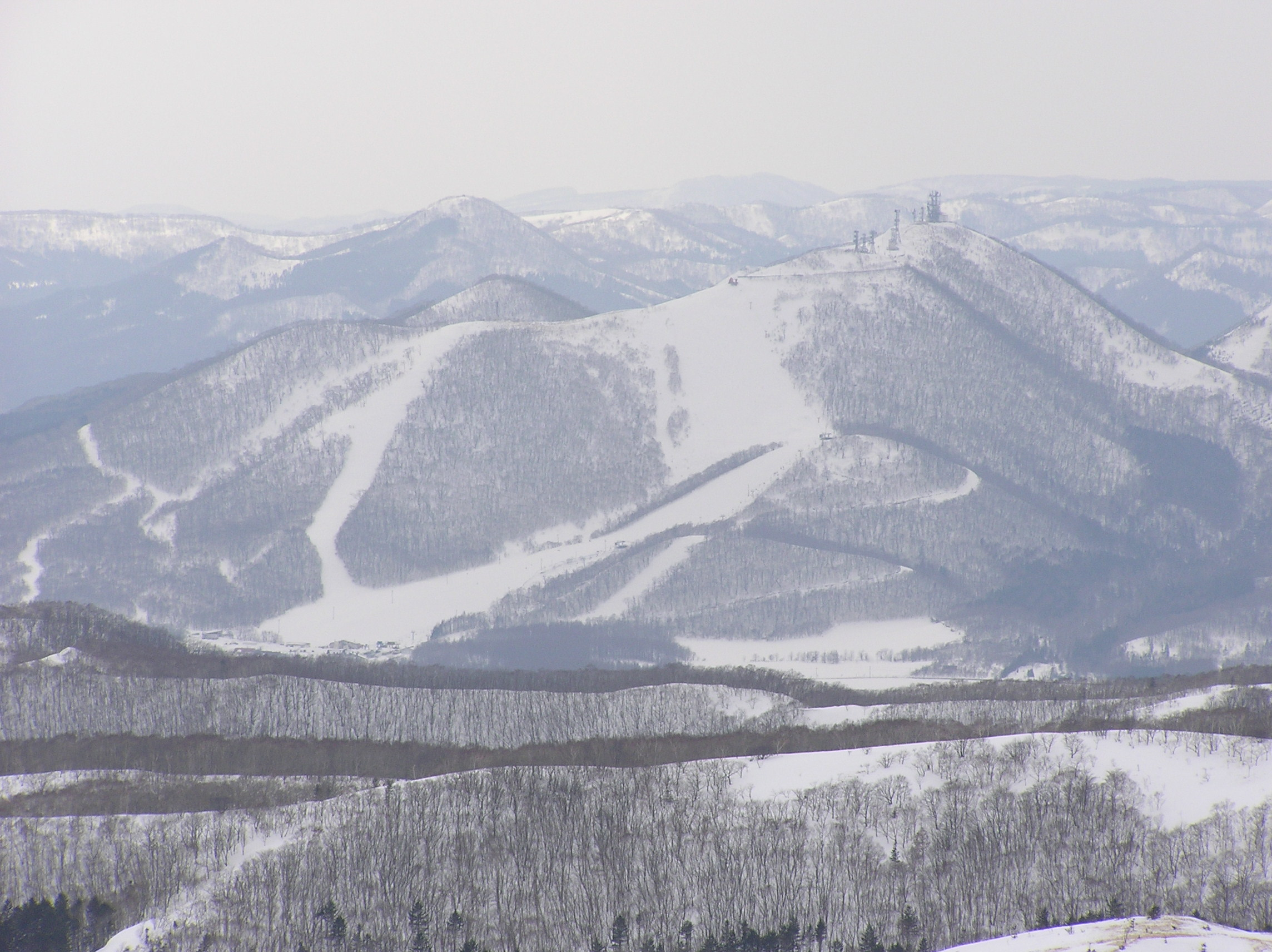
美羅尾山にあったビラオスキー場

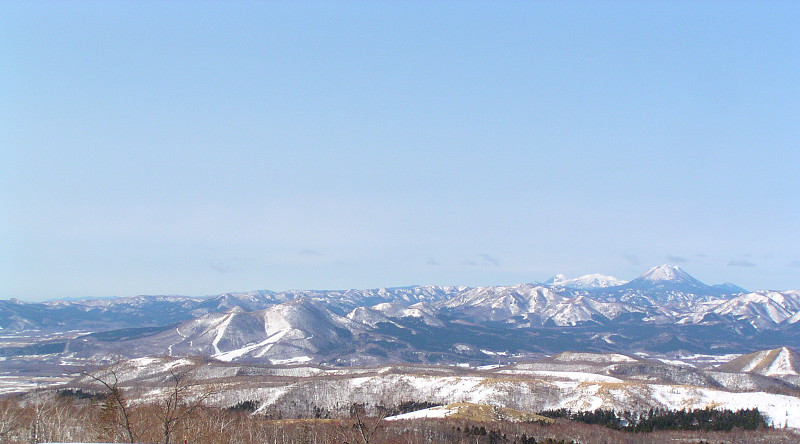
摩周湖展望台からみた美留和側

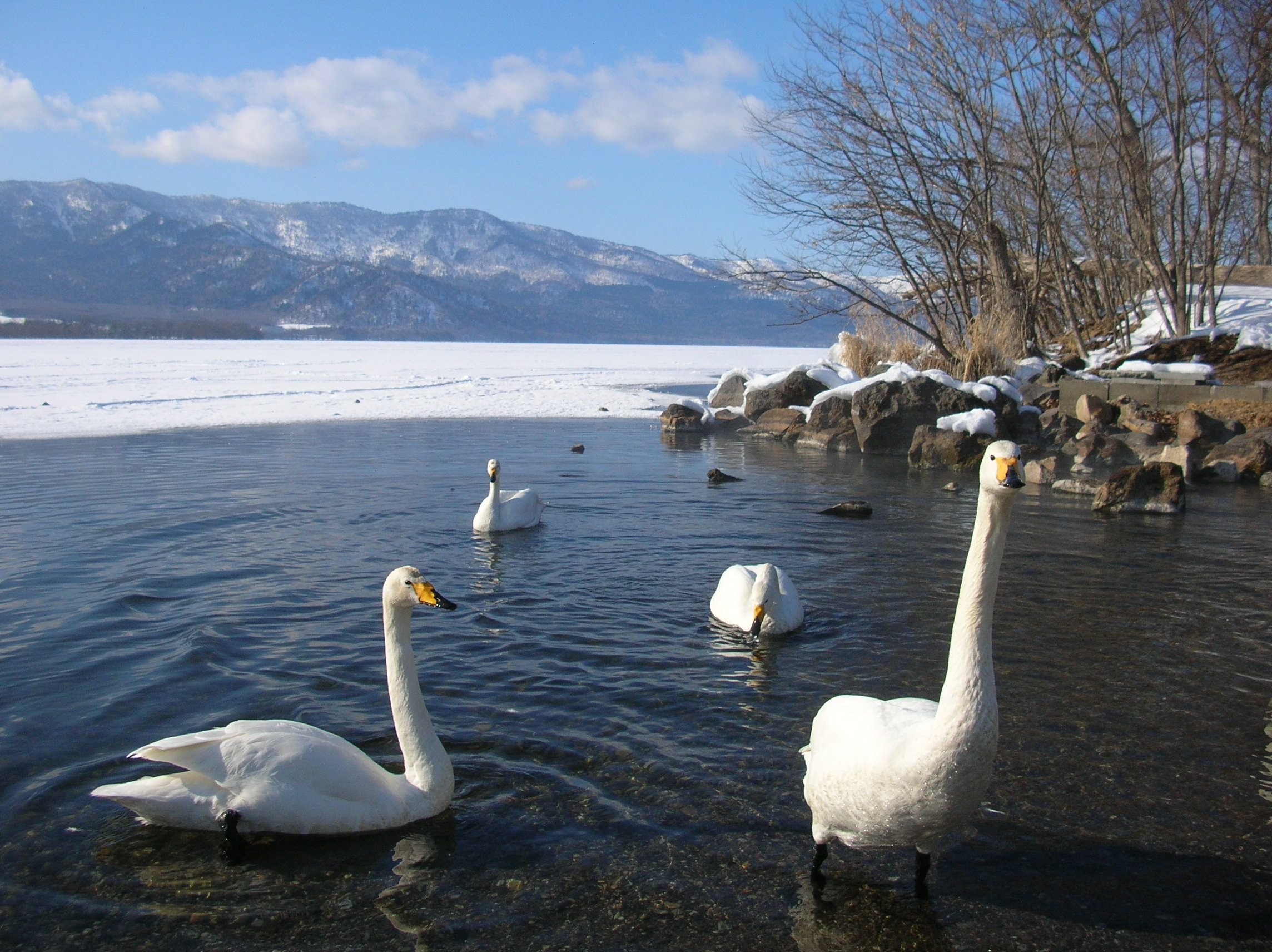
和琴温泉

### 文化財

#### 重要無形民俗文化財
- アイヌ古式舞踊 - 弟子屈町屈斜路古丹アイヌ文化保存会

#### 天然記念物
- 和琴ミンミンゼミ発生地

#### 弟子屈町指定文化財
- 仁多獅子舞 - 仁多獅子舞保存会
- 鐺別獅子舞 - （鐺は金へんに當）鐺別獅子舞保存会
- 屈斜路湖マリゴケ

### レジャー
- ビラオスキー場（廃止）
- 桜ヶ丘歩くスキーコース
- 乗馬、酪農体験、釧路川源流下り

### 観光
- 阿寒摩周国立公園
- 摩周湖
- 屈斜路湖
  - コタン温泉
  - 弟子屈町屈斜路コタンアイヌ民俗資料館
  - 民宿「丸木舟」（アト゜イ経営の店）
  - 和琴温泉
  - クッシー - 屈斜路湖にいるとされる未確認生物。屈斜路湖砂湯には、クッシーの像がある。
- 川湯温泉
  - 川湯園地
  - 大鵬相撲記念館（旧 川湯相撲記念館）
  - 川湯ビジターセンター
- 硫黄山
- 摩周温泉（弟子屈温泉）
  - ヨーロッパ民芸館（2008年（平成20年）で閉館） - 建物は道の駅の一部となっていて、外観だけが当時の状態で残っている。
- 900草原 - 町営牧場

### 祭り

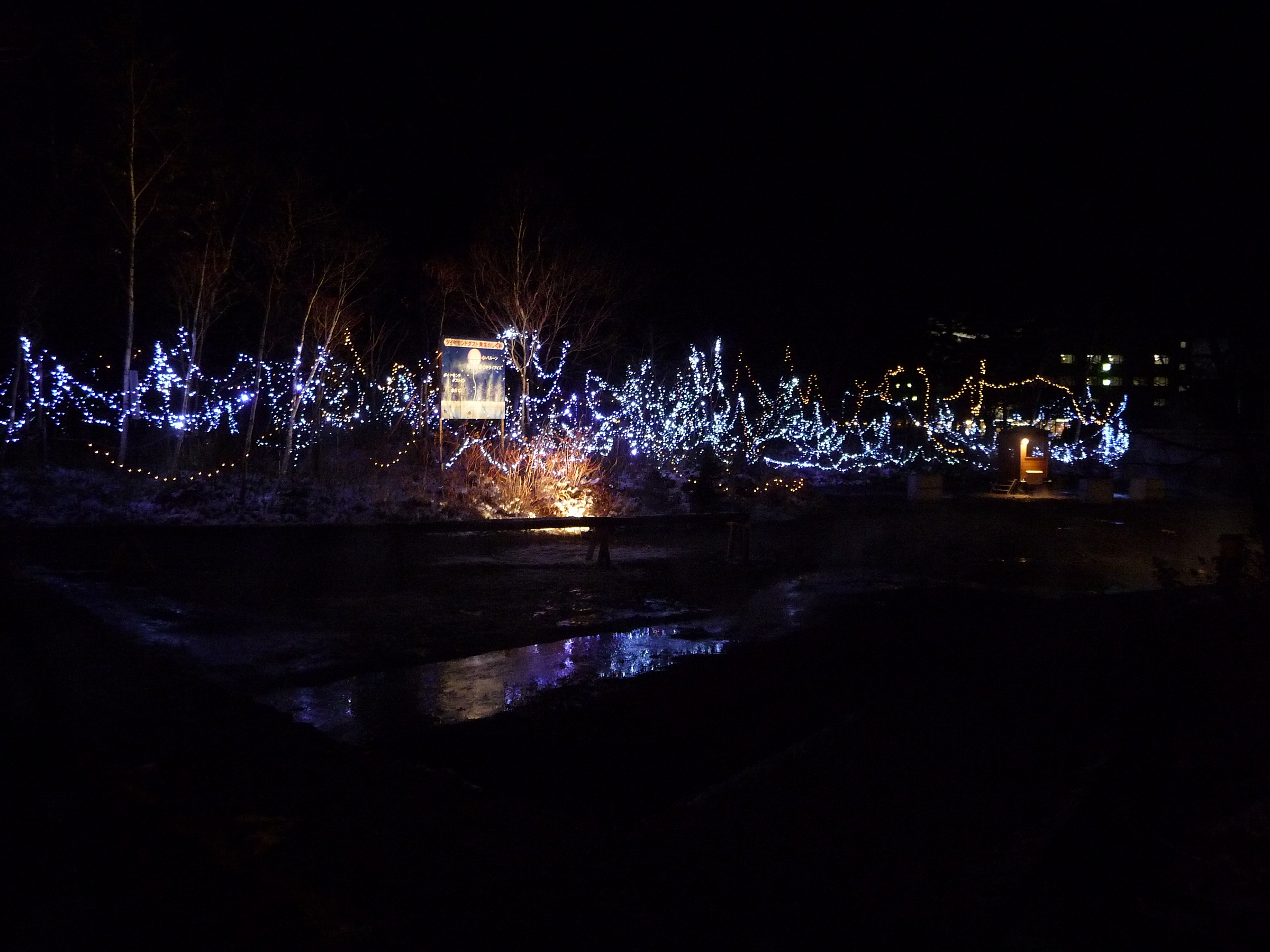
ダイヤモンドダストin KAWAYUのイルミネーション

- ダイヤモンドダストin KAWAYU（1 - 2月 : 2015年の予定）

## 出身またはゆかりの有名人
- アト゜イ : 民宿「丸木舟」・アイヌ詞曲舞踊団モシリ代表
- 大賀埜々 : 歌手・女優
- 川上椋輔 ：元UHBアナウンサー。弟子屈町の元地域おこし協力隊隊員。
- 琴ヶ嶽綱一 : 力士
- 更科源蔵 : 詩人。「原野の詩人」と称された。
- 大鵬幸喜 : 元横綱・元相撲親方
- 山川竜司 : 元プロレスラー
- 山本進 : 政治家、東神楽町長。
- ワッキー（ペナルティ） : お笑い芸人。祖母が弟子屈町在住。